# Diego Rodriguez Porcelos
Diego Rodríguez detto Porcelos. Diego anche in spagnolo, in portoghese in galiziano e in catalano (prima metà del IX secolo – Cornuta, 885), fu conte di Castiglia dall'873 all'885.

Diego fu detto Porcelos per il fatto che era combattivo, ed era derivato dal latino Procella, come riporta la Historia genealógica y heráldica de la monarquía española, Volume 1.

## Origine

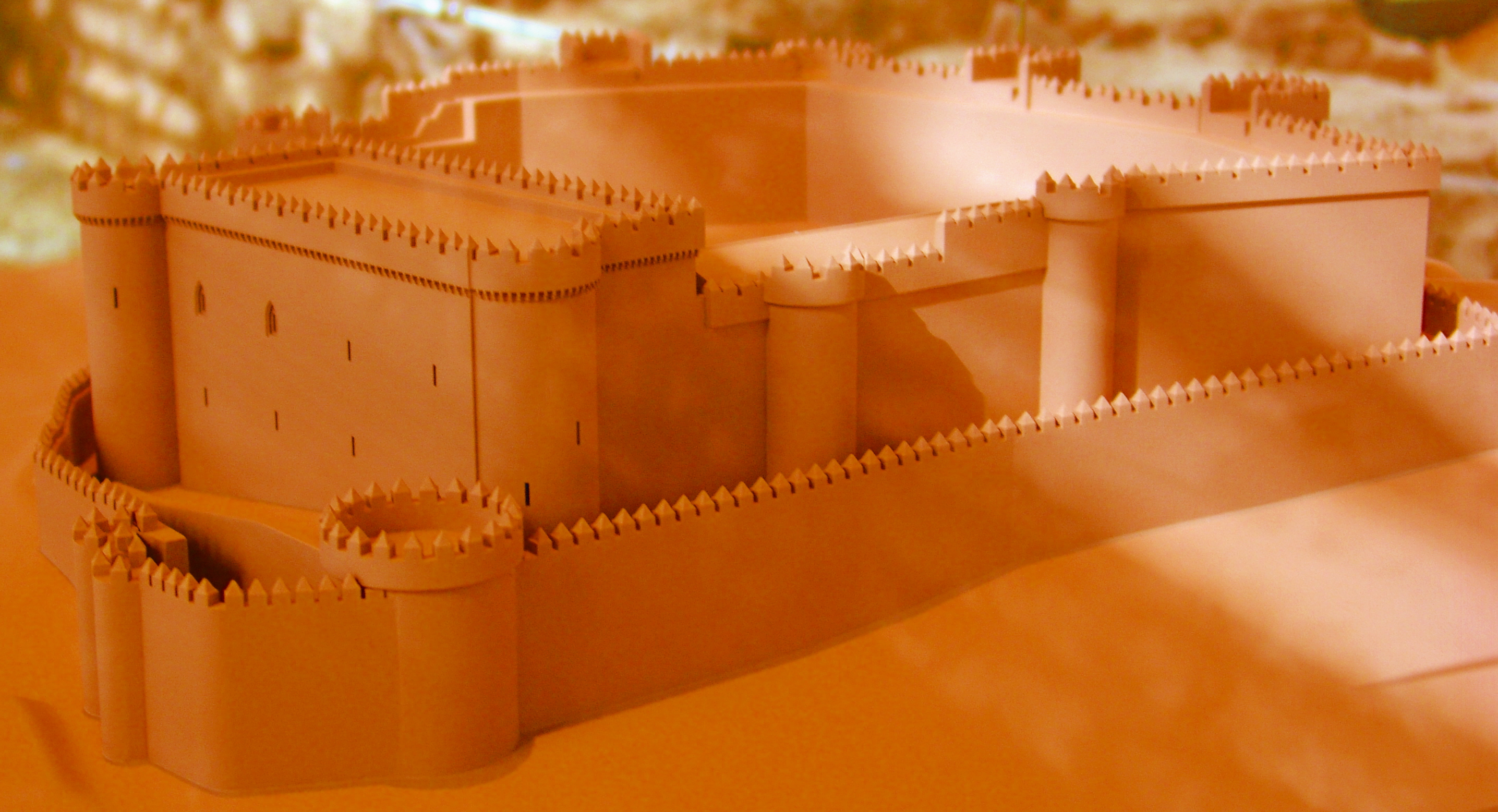
Una delle fortezze della linea difensiva sul fiume Arlanzón.

Come riporta il CHRONICON ALBELDENSE Diego era figlio del conte di Castiglia Rodrigo (Didacus, filius Ruderici) e della moglie di cui non si conscono né il nome né gli ascendenti, ma che per alcuni storici era Sancha Diez d'Asturia.

Secondo la maggioranza degli storici e, come riporta la Historia genealógica y heráldica de la monarquía española, Volume 1, Rodrigo di Castiglia, era il figlio del re delle Asturie Ramiro I e della sua seconda moglie, Paterna, che secondo la Historia Silense era di origine castigliana, quindi fu il fratellastro del re delle Asturie Ordoño I.

## Biografía

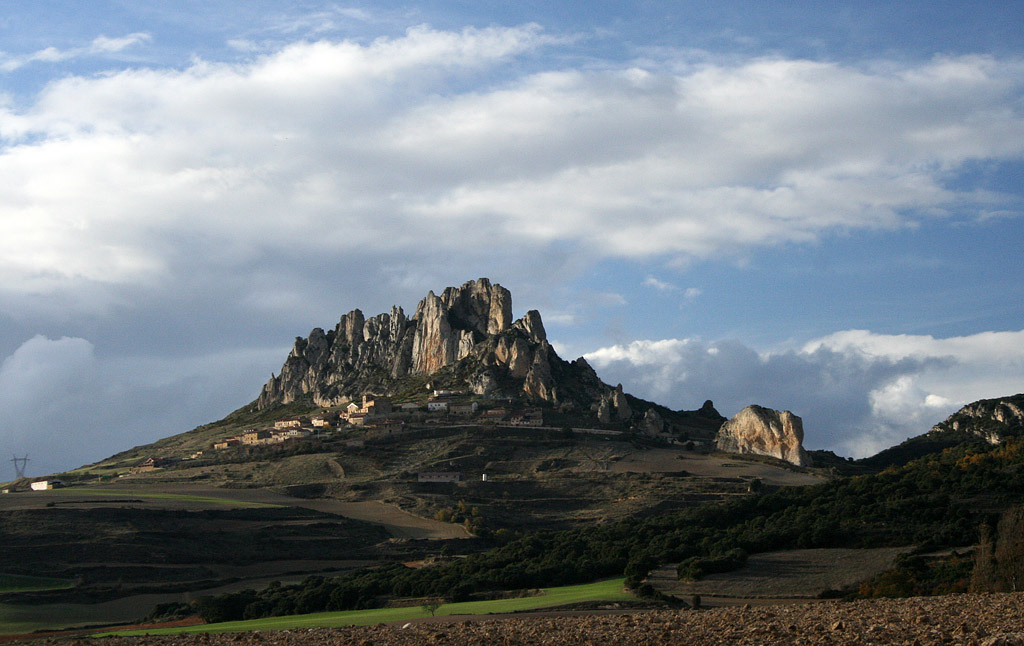
Cellorigo era a quell'epoca una fortezza di grande importanza strategica.

Diego, con il titolo di conte (ego comite Didaco), compare in tre documenti del Cartulario de San Millán de la Cogolla, inerenti a donazioni al monastero di San Felice di Oca:
- il nº 8, datato 863[7]
- il nº 9, datato 864[8]
- il nº 11, datato 869[9].

Nell'873 succedette al padre Rodrigo nel titolo di conte di Castiglia, eccettuata la contea di Álava che dall'870 era stata separata e data a un nuovo conte, Vela Jiménez.

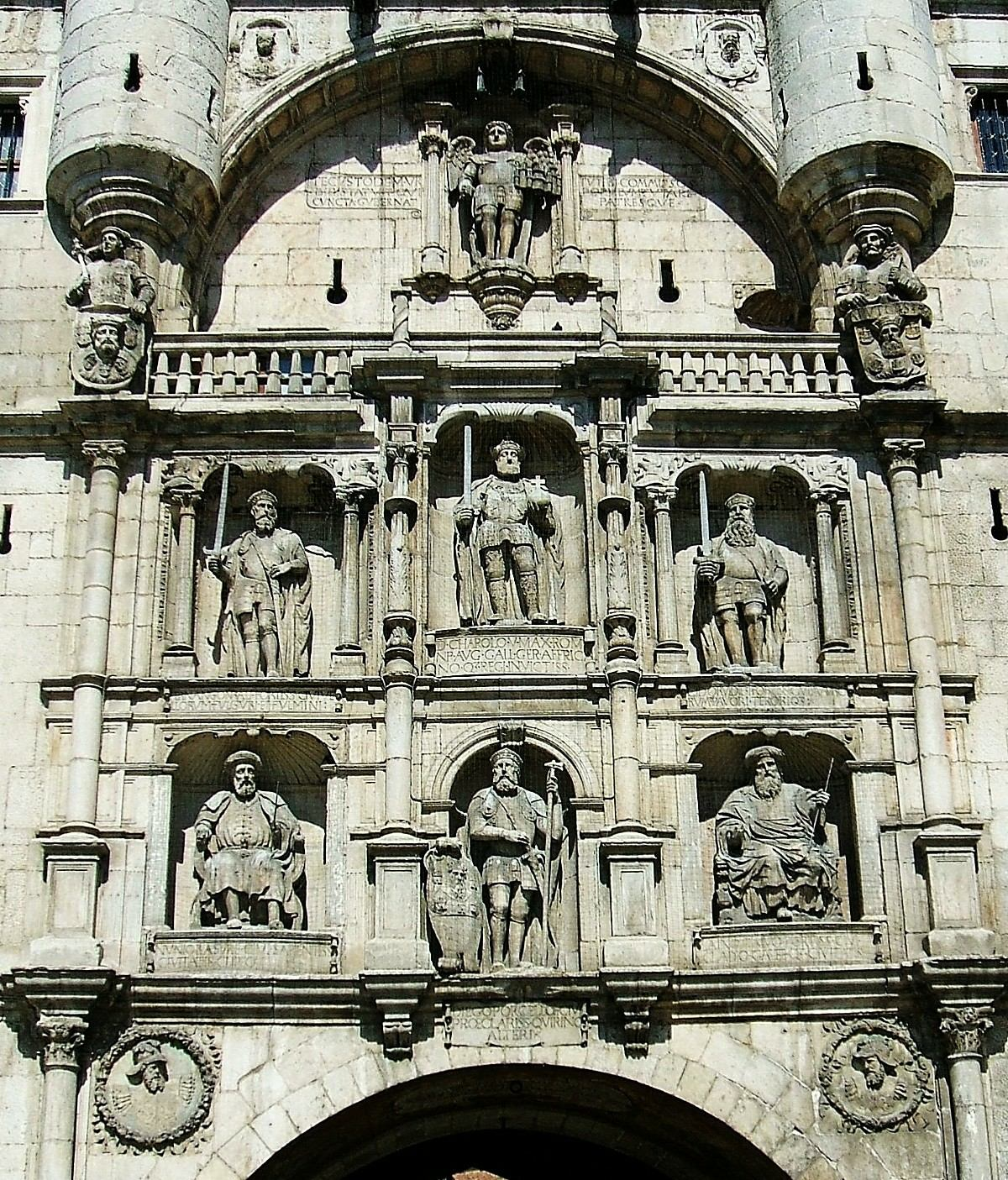
Arco di Santa Maria, Burgos

Secondo la Historia genealógica y heráldica de la monarquía española, Volume 1, nell'882, Diego affrontò un grosso contingente di truppe arabe, di al-Andalus, guidate da Al-Mundhir, figlio dell'emiro Muhammad I, nel tentativo di occupare la valle dell'Ebro partendo dalla sua base di Pancorbo; questo avvenimento viene confermato sia dal CHRONICON ALBELDENSE, che dalla Crónica Najerense.
Diego creò una linea di difesa lungo le sponde del fiume Arlanzón.
Diego riportò la sede vescovile ad Oca (la vecchia Auca, l'attuale Villafranca Montes de Oca).
Diego, tra l'882 e l'884, ebbe il merito di ripopolare Burgos e Ubierna, come riportano sia la Crónica Najerense, che il Chronicon burgense.

Di Burgos è considerato il fondatore, perché, eseguendo l'ordine del re delle Asturie Alfonso III Magno, non solo ripopolò la zona ma su un piccolo villaggio preesistente, sulla riva del fiume Arlanzón costrui, nell'884, una piccola città circondata di mura.

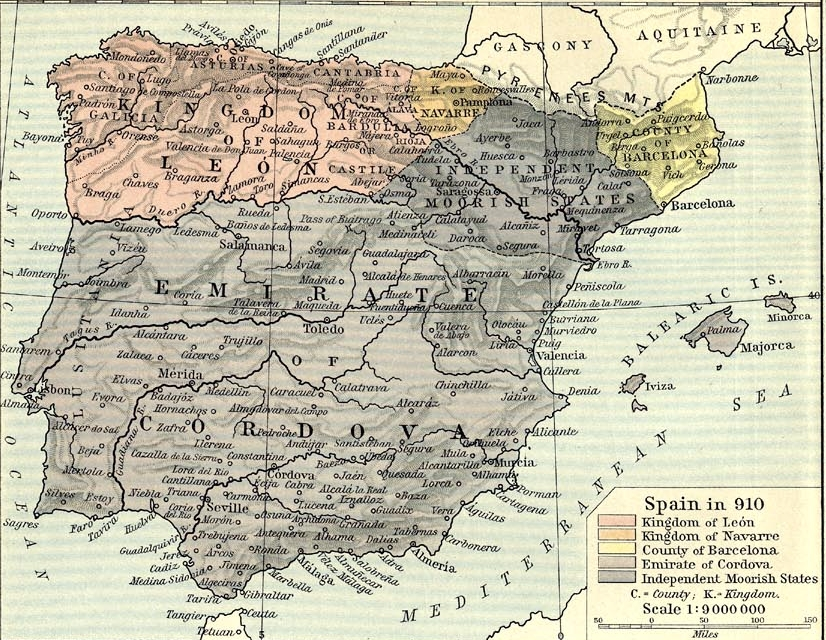
La penisola iberica nel 910. La Castiglia comincia ad apparire sulle carte geografiche.

Diego morì nell'885, non si sa esattamente dove (si presume a Coruña del Conde in quanto la Crónica Najerense riporta che morì a Cornuta, e si dice che il suo corpo riposi nelle rovine del monastero di San Felice de Oca a Villafranca Montes de Oca, nelle vicinanze di Burgos).
Alla sua morte la contea di Castiglia fu frazionata in diverse contee, rimanendo divisa fino al 932 circa, anno in cui fu nuovamente riunificata dal conte Fernán González.
Il titolo di conte di Castiglia fu ripreso da suo cognato, Nuño Nuñez che, nell'899, dopo avere riunito alcune contee nate dal frazionamento, ridiede vita a una contea di Castiglia, pur territorialmente ridotta.

## Il fondatore di Burgos

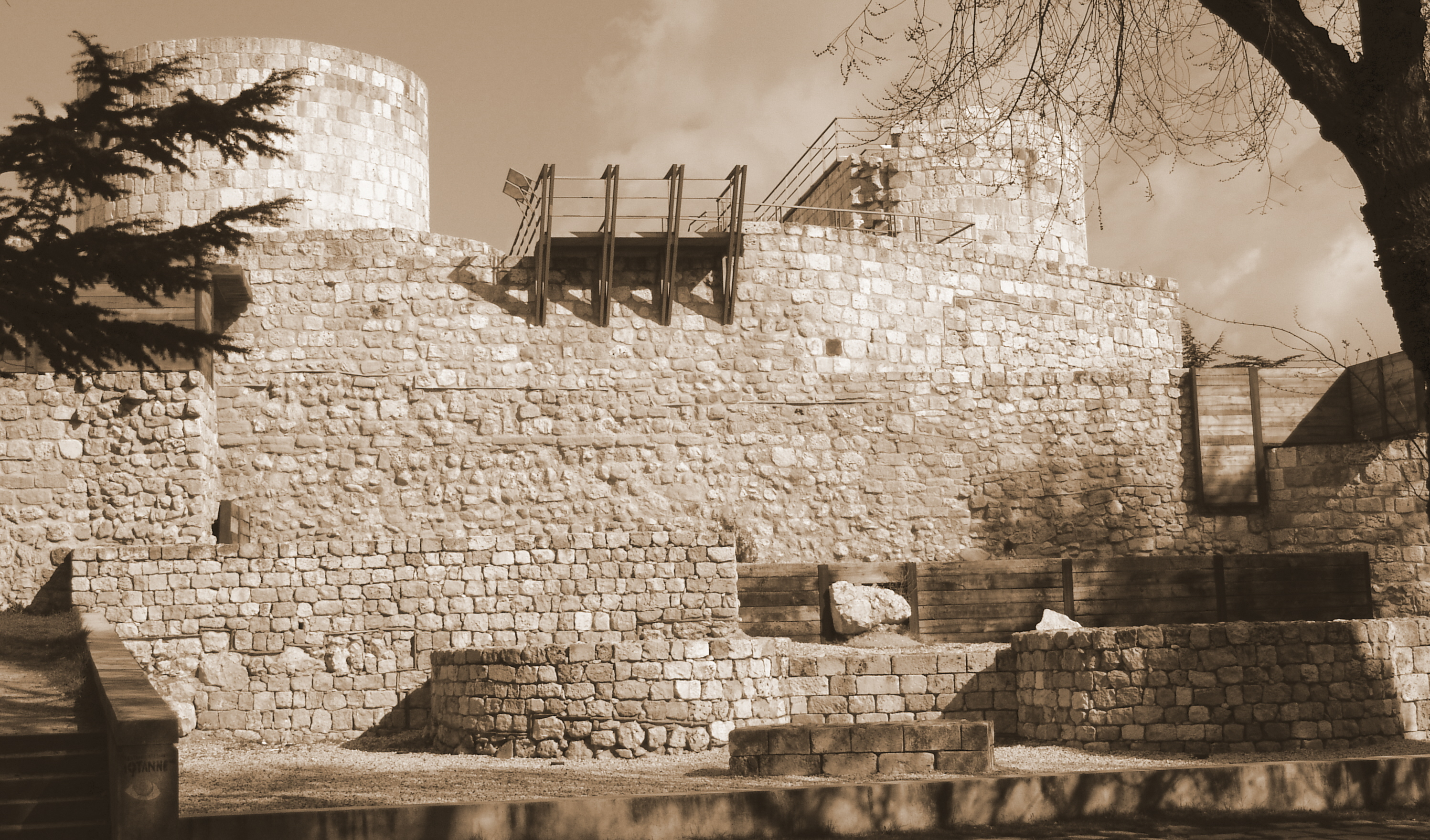
Rovine del castello di Burgos fatto costruire da Diego.

A Burgos sono conservate due statue di Diego: una equestre in piazza di San Giovanni, e un'altra, del sedicesimo secolo, all'esterno dell'Arco di Santa María, dove il conte Diego Rodríguez Porcelos è posto sopra il centro dell'arco, con i primi due giudici di Castiglia (Nuño Rasura, alla sua destra e Laín Calvo, alla sua sinistra) ai lati. Essi sono sormontati dal re di Spagna Carlo I, l'imperatore Carlo V, che ha alla sua destra il primo conte indipendente di Castiglia Fernán González e alla sua sinistra il Cid, con sopra l'angelo custode di Burgos con in mano una rappresentazione della città medesima.

## Discendenza
Dalla moglie di Diego non si conoscono né il nome né gli ascendenti.

Diego dalla moglie ebbe sette o otto figli:
- Rodrigo Diaz Abolmondar
- Gonzalo Diaz
- Marello Diaz
- Diego Diaz († 945)
- Fernando Diaz († 923), conte di Lantaron
- Gutina, che sposò Fernando Nuñez il nero, o il Castrosiero
- Asura Diaz
- Gomez Diaz

## Ascendenza
|                          |   |                     | Genitori |  |  | Nonni |  |  | Bisnonni                |  |  | Trisnonni           |  |
|                          |   |                     |          |  |  |       |  |  | Bermudo I delle Asturie |  |  | Fruela di Cantabria |  |
|                          |   |                     |          |  |  |       |  |  | Bermudo I delle Asturie |  |  | Fruela di Cantabria |  |
|                          |   | Menina Gundersindez |          |  |  |       |  |  | Bermudo I delle Asturie |  |  |                     |  |
| Ramiro I delle Asturie   |   |                     |          |  |  |       |  |  | Bermudo I delle Asturie |  |  |                     |  |
|                          |   | Ozenda              | …        |  |  |       |  |  |                         |  |  |                     |  |
|                          |   | Ozenda              | …        |  |  |       |  |  |                         |  |  |                     |  |
|                          |   | Ozenda              | …        |  |  |       |  |  |                         |  |  |                     |  |
| Rodrigo di Castiglia     |   | Ozenda              |          |  |  |       |  |  |                         |  |  |                     |  |
|                          |   | …                   | …        |  |  |       |  |  |                         |  |  |                     |  |
|                          |   | …                   | …        |  |  |       |  |  |                         |  |  |                     |  |
|                          |   | …                   | …        |  |  |       |  |  |                         |  |  |                     |  |
| Paterna                  |   | …                   |          |  |  |       |  |  |                         |  |  |                     |  |
|                          |   | …                   | …        |  |  |       |  |  |                         |  |  |                     |  |
|                          |   | …                   | …        |  |  |       |  |  |                         |  |  |                     |  |
|                          |   | …                   | …        |  |  |       |  |  |                         |  |  |                     |  |
| Diego Rodriguez Porcelos |   | …                   |          |  |  |       |  |  |                         |  |  |                     |  |
|                          | … | …                   |          |  |  |       |  |  |                         |  |  |                     |  |
|                          | … | …                   |          |  |  |       |  |  |                         |  |  |                     |  |
|                          | … | …                   |          |  |  |       |  |  |                         |  |  |                     |  |
| …                        | … |                     |          |  |  |       |  |  |                         |  |  |                     |  |
|                          |   | …                   | …        |  |  |       |  |  |                         |  |  |                     |  |
|                          |   | …                   | …        |  |  |       |  |  |                         |  |  |                     |  |
|                          |   | …                   | …        |  |  |       |  |  |                         |  |  |                     |  |
| Sancha Diez d'Asturia ?  |   | …                   |          |  |  |       |  |  |                         |  |  |                     |  |
|                          |   | …                   | …        |  |  |       |  |  |                         |  |  |                     |  |
|                          |   | …                   | …        |  |  |       |  |  |                         |  |  |                     |  |
|                          |   | …                   | …        |  |  |       |  |  |                         |  |  |                     |  |
| …                        |   | …                   |          |  |  |       |  |  |                         |  |  |                     |  |
|                          |   | …                   | …        |  |  |       |  |  |                         |  |  |                     |  |
|                          |   | …                   | …        |  |  |       |  |  |                         |  |  |                     |  |
|                          |   | …                   | …        |  |  |       |  |  |                         |  |  |                     |  |
|                          |   | …                   |          |  |  |       |  |  |                         |  |  |                     |  |

### Fonti primarie
- (LA)  Anastasii abbatis opera omnia.
- (LA)  Historia silense
- (LA)  Cartulario de San Millán de la Cogolla Archiviato il 27 febbraio 2023 in Internet Archive.
- (LA)  #ES Crónica Najerense
- (LA)  España sagrada. Volumen 23

### Letteratura storiografica
- Rafael Altamira, Il califfato occidentale, in L’espansione islamica e la nascita dell’Europa feudale, collana «Storia del mondo medievale», II volume, Milano, Garzanti, 1999  [1979],  pp. 477–515, SBN RAV0065639.
- (ES)  #ES Historia genealógica y heráldica de la monarquía española, Volume 1
- (ES)  El condado de Castilla, 711-1038: la historia frente a la leyenda, Volume 2
- (ES)  Memorias de las reynas catholicas